# القاضي والقاتل المأجور
القاضي والقاتل المأجور هو فيلم من نوع كوميديا دراما ودراما وجريمة أُصدر في 1976. الفيلم من إخراج بيرتراند تافاري، أما السيناريو فكان من كتابة بيرتراند تافاري وجان  أورينش ‏ وPierre Bost ‏.

## القصة
قصة الفيلم الرئيسية حول السَفاح وعقوبة الإعدام.

## طاقم التمثيل
- François Dyrek [الإنجليزية]‏
- Jean Bretonnière [الإنجليزية]‏
- Marcel Azzola [الإنجليزية]‏
- Liza Braconnier  [لغات أخرى]‏
- René Morard ‏
- دانيال روسو
- Jean-Pierre Sentier  [لغات أخرى]‏
- رينيه فور
- Monique Chaumette [الإنجليزية]‏
- Antoine Baud  [لغات أخرى]‏
- Arlette Bonnard  [لغات أخرى]‏
- ديديه أودبين
- Gilles Dyrek  [لغات أخرى]‏
- جان بيار لورو
- Jean-Roger Caussimon [الإنجليزية]‏
- Maurice Jacquemont  [لغات أخرى]‏
- Michel Fortin  [لغات أخرى]‏
- ميشال جلبرو
- كريستين باسكال
- Cécile Vassort [الإنجليزية]‏
- فيليب ساردي [الإنجليزية]‏
- إيف روبرت
- جيرارد جينو
- Aude Landrey  [لغات أخرى]‏

## الإنتاج
موسيقى الفيلم التصويرية كانت من تأليف فيليب ساردي ‏.

## وصلات خارجية
- القاضي والقاتل المأجور على موقع IMDb (الإنجليزية)
- القاضي والقاتل المأجور على موقع ألو سيني (الفرنسية)
- القاضي والقاتل المأجور على موقع Turner Classic Movies (الإنجليزية)
- القاضي والقاتل المأجور على موقع أول موفي (الإنجليزية)
- القاضي والقاتل المأجور على موقع فيلمافينيتي (الإسبانية)
- القاضي والقاتل المأجور على موقع قاعدة بيانات الفيلم (الإنجليزية)
- القاضي والقاتل المأجور على موقع ليتربوكسد (الإنجليزية)
- القاضي والقاتل المأجور على موقع كينوبويسك (الروسية)